# Université du Québec en Outaouais
 (juin 2018).
L'Université du Québec en Outaouais (UQO) est une université publique québécoise, membre du réseau de l’Université du Québec et dont le campus principal est situé à Gatineau, en Outaouais. D'autres campus existent également à Ripon et à Saint-Jérôme. 
En septembre 2012, l'UQO compte 7 400 étudiants répartis dans les campus de Gatineau et de Saint-Jérôme. L’UQO offre plus de 100 options d’études, dont 33 programmes de deuxième cycle et 5 programmes de doctorat.

## Histoire
La création d'une université dans la région de l'Outaouais remonte à 1981, année où le réseau de l'Université du Québec, présente dans la région depuis 10 ans, fonde officiellement l'Université du Québec à Hull (UQAH). 
L’Université change de nom en 2002 lors de la fusion des villes de Hull, Gatineau, Aylmer, Masson-Angers et Buckingham en la nouvelle ville de Gatineau. Le nouveau nom reflète la région administrative de l’Outaouais dans laquelle l’université est située.
Depuis sa création, le nombre d’étudiants continue de grimper, augmentant graduellement le besoin pour des cours, des programmes et des ressources. Il y a environ 200 professeurs à temps complet sur le campus en plus des 606 chargés de cours.
Durant les 30 dernières années, l’UQO a décerné plus de 30 000 diplômes. De même, elle représente l’un des contributeurs principaux à l'éducation supérieure de la région avec l’Université d’Ottawa, Université Carleton, La Cité collégiale, Collège Algonquin et le Cégep de l'Outaouais.
À la session d'hiver 2021, l'université compte au total 6 621 étudiants inscrits. 

### École multidisciplinaire de l'image
En 1999, l'École multidisciplinaire de l'image (EMI), affiliée à l'Université du Québec en Outaouais, est créée. Le cursus inclut un baccalauréat universitaire en arts visuels, en bande dessinée, en design graphique ainsi qu'une majeure en muséologie et patrimoines. L'ÉMI offre également un programme de maitrise en muséologie et pratiques des arts avec des concentrations en arts visuels, bande dessinée, design graphique ou muséologie ainsi qu'un doctorat sur mesure pour chacune des disciplines offertes et un certificat en histoire de l'art.

### Recteurs
En date de 2022, l'université connaît depuis sa création huit recteurs :
- Jean R. Messier (1981-1986)
- Jacques A. Plamondon (1986-1994)
- Francis R. Whyte (1995-2005)
- Jean Vaillancourt (2005-2015)
- Denis Harrisson (2015-2020)
- Murielle Laberge (depuis 2020)

## Principaux programmes
L'Université du Québec en Outaouais offre des programmes dans plusieurs domaines d'études :
- Administration
- Arts et cultures
- Droit
- Éducation
- Informatique et ingénierie
- Kinésiologie
- Psychoéducation et psychologie
- Relations industrielles
- Sciences comptables
- Sciences infirmières
- Sciences sociales
- Sciences naturelles
- Travail social

En plus des programmes dans ces principaux domaines d'étude, l’UQO est la seule université canadienne à offrir les programmes suivants en français :
Premier cycle :
- Baccalauréat en arts et design avec concentration en arts visuels
- Baccalauréat en arts et design avec concentration en design graphique
- Baccalauréat en arts et design avec concentration en bande dessinée
- Baccalauréat en droit
- Baccalauréat avec majeure en muséologie et patrimoines
- Baccalauréat avec mineure en muséologie et patrimoines
- Baccalauréat avec mineure en politiques publiques du travail
- Baccalauréat en relations industrielles et en ressources humaines (cheminement coopératif)
- Baccalauréat en traduction et en rédaction
- Certificat en bande dessinée
- Certificat en droit de l'entreprise et du travail
- Certificat en muséologie et patrimoines
- Certificat en politiques publiques du travail

Cycles supérieurs :
- Doctorat en sciences sociales appliquées
- Maitrise en Muséologie et pratiques des arts (Arts visuels, design graphique, BD, Muséologie te patrimoines)
- Doctorat sur mesure en Arts visuels, design graphique, BD, Muséologie te patrimoines
- Doctorat sur mesure
- Programme court de troisième cycle en gestion de projet
- Programme court de deuxième cycle en consultation
- Programme court de deuxième cycle en enseignement des langues secondes et étrangères aux adultes – cheminements français et espagnol

## Le campus de Saint-Jérôme
Le Campus de Saint-Jérôme de l'UQO loge depuis 2010 dans un immeuble de 10 132 m², construit à l’angle des rues Saint-Joseph et Labelle, face à la mairie. Ce nouveau campus accueille près de 2 500 étudiants lors de son inauguration. Répartis sur 6 planchers, on y trouve des salles de classe, des laboratoires d’enseignement et de recherche, une bibliothèque, une didacthèque, des bureaux, des espaces administratifs, des aires de rencontre pour les étudiants et des services auxiliaires, tels qu’une cafétéria et une librairie.

### Programmes offerts au campus
Les programmes offerts par l’UQO à Saint-Jérôme correspondent à la réalité du renouvellement des professionnels dans le milieu des Laurentides.
Premier cycle :
- Baccalauréat en administration
- Baccalauréat en éducation préscolaire et en enseignement primaire
- Baccalauréat en enseignement en adaptation scolaire (profil primaire)
- Baccalauréat en psychoéducation
- Baccalauréat en sciences infirmières, cheminement DEC-BAC
- Baccalauréat en travail social
- Certificat en administration
- Certificat en soins infirmiers
- Certificat en travail social

Cycles supérieurs :
- Maîtrise en éducation
- Maîtrise en psychoéducation
- Maîtrise en sciences infirmières
- Maîtrise en sciences infirmières, soins de premières lignes
- Diplôme d’études supérieures spécialisées en administration scolaire
- Diplôme d'études supérieures spécialisées en sciences infirmières
- Diplôme d’études supérieures spécialisées en sciences infirmières, soins de première ligne
- Programme court de deuxième cycle en intervention dans les petites écoles et les classes multiâges en réseau

## Recherche
L'UQO se démarque mondialement quant à ses activités de recherche et ces dernières connaissent un essor très rapide. Menée par des professeurs, et ses chercheurs, la recherche fait de grands bonds dans maintes disciplines telles que la psychologie, l'informatique, le génie informatique, le travail social, les sciences sociales et les études langagières. La recherche est également en émergence en sciences naturelles et plus précisément en sylviculture et en aménagement de la forêt, ayant connu une poussée remarquable avec la création de l’Institut des sciences de la forêt feuillue et tempérée (ISFORT) en 2012, dont les installations sont situées à Ripon, un village de la MRC de Papineau.
L'Université compte plusieurs unités et groupes de recherche spécialisés qui sont voués au développement des connaissances.

### Chaires de recherche
L'université compte plusieurs chaires de recherche : 
- Chaire de recherche du Canada en cyberpsychologie clinique (CRCCC)
- Chaire de recherche du Canada en organisation communautaire (CRCOC)
- Chaire de recherche du Canada en photonique (CRCP)
- Chaire de recherche du Canada sur la santé psychosociale des familles
- Chaire de recherche du Canada sur la violence faite aux enfants (CRVE)
- Chaire de recherche du Canada sur la gouvernance autochtone du territoire
- Chaire de recherche en développement des collectivités (CRDC)
- Chaire de recherche en calcul distribué (CALDI)
- Chaire Senghor de la francophonie

### Centres et groupes de recherche
- Centre de recherche en photonique (CRP)
- Centre de recherche sur le développement territorial (CRDT)
- Centre de recherche sur les innovations sociales (CRISES)
- Centre d'étude et de recherche en intervention sociale (CÉRIS)
- Centre d'études et de recherche sur l'emploi, le syndicalisme et le travail (CEREST)
- Centre de recherche en intervention familiale (CERIF)
- Centre de recherche sur la gouvernance des ressources naturelles et du territoire (CRGNT)
- Groupe interdisciplinaire de recherche et de développement en soins infirmiers et services de santé (GIRESSS)
- Groupe de recherche sur la qualité éducative des milieux de vie de l'enfant (QEMVIE)
- Consortium Outaouais de recherche sur la persévérance et la réussite scolaires (COREPER)
- Groupe de recherche multidisciplinaire sur les systèmes reconfigurables sans-fil (GRMS)
- Groupe de recherche sur les discours et les initiatives de la société civile du Sud (DISCS)

### Équipes et laboratoires
- Équipes de recherche en littératie et inclusion (ÉRLI)
- Laboratoire de recherche sur l'information multimédia (LARIM)
- Laboratoire de cyberpsychologie
- Laboratoire de recherche en sécurité informatique (LRSI)
- Laboratoire de systèmes spatiaux intelligents (LSSI)
- Observatoire en économie sociale, développement régional et organisation communautaire (OESDROC)
- Observatoire sur le développement régional et l'analyse différenciée selon les sexes (ORÉGAND)
- Site en développement international de la Chaire de recherche du Canada en développement des collectivités (CRDC)
- Laboratoire d’analyse psychoneuroendocrinologique du stress et de la santé (LAPS2)
- Laboratoire d’étude sur les trajectoires de vie (LÉTV)

#### Laboratoire de cyberpsychologie
Le laboratoire de cyberpsychologie connaît ses premiers balbutiements à la suite de l'obtention d'une subvention interne de recherche de l'Université du Québec en Outaouais (UQO anciennement l'UQAH) (Programme Communauté Scientifique Réseau) en 1996 par Stéphane Bouchard. Les travaux de l'équipe, codirigés par Stéphane Bouchard et Patrice Renaud, mènent à la création officielle du laboratoire en 1999. Ce dernier était alors subventionné par les fonds de la Subvention interne de recherche (SIR), puis par les fonds pour la Formation de chercheurs et l'aide à la recherche (FCAR).
En 2001, l'équipe a commencé à s'élargir et ne cesse de progresser depuis. En 2002, l'obtention de subventions de la Fondation canadienne pour l'innovation (FCI) et des Instituts de recherche en santé du Canada (IRSC) a donné un essor additionnel aux travaux en cours, entre autres pour les projets impliquant la vidéoconférence dans le traitement du trouble panique avec agoraphobie et ceux impliquant la réalité virtuelle dans le traitement des troubles anxieux.

### Organisme affilié
- Centre de recherche en technologies langagières (CRTL)

## Station de radio
Réél-Radio est la première web radio universitaire francophone en Outaouais. Elle peut être écoutée sur le Site officiel de la radio et sur les campus de l'UQO. La station diffuse 24 heures sur 24 une programmation variée en répondant aux besoins de chaque session d'étude. Réél-Radio est un organisme à but non lucratif financé principalement par les étudiants de l’université et géré par des bénévoles.

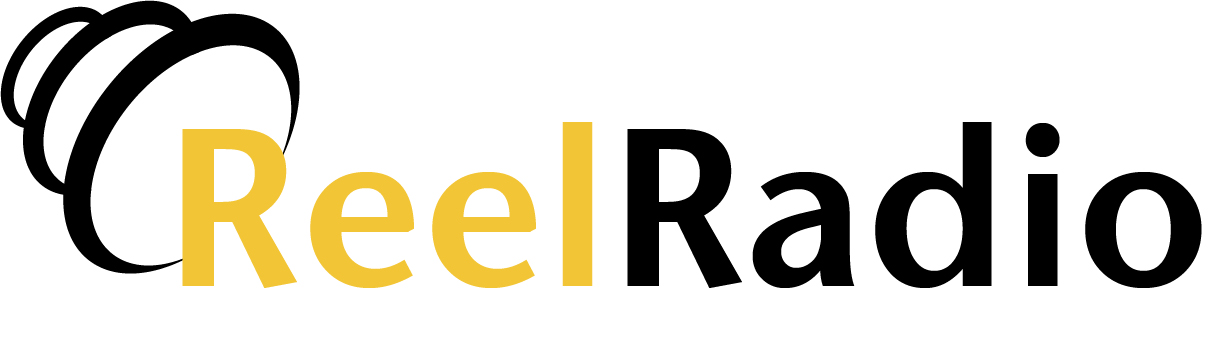
Logo actuel de la Radio étudiante de l'UQO.

La radio fait ses débuts en 2005 grâce aux initiatives des bénévoles dont Simon Drolet, un étudiant en sciences sociales. Elle est née pour deux motifs principaux; premièrement, il n'existait pas de radio étudiante québécoise dans la région de l'Outaouais et au sein de l'UQO. De plus, la région n'avait pas de radio de campus ayant un contenu uniquement francophone. Le préﬁxe Réél est issu de REEL qui est l'acronyme de « radio des étudiantes et étudiants libre ».
En 2012, après quelques années de peu d'activité, une équipe d'étudiants bénévoles s'intéresse fortement à la relance de la radio. À ce moment, se produit un enrichissement du contenu éditorial et une amélioration du site Web. De plus, en novembre 2012, Alexandre Rieux (le responsable de la programmation entre septembre 2012 et juillet 2013) développe une nouvelle ligne graphique en changeant le logo déjà existant.
Réél-Radio a une programmation ouverte à son public dont les étudiants et étudiantes de l'UQO. Son principal objectif est de promouvoir les artistes indépendants qui ne font pas l'objet d'une diffusion massive sur les ondes commerciales. Ainsi, la station reçoit gratuitement le matériel musical, par l’entremise des maisons de disque et des maisons de distribution, puisque ces dernières distribuent ces albums pour faire connaître les artistes émergents. En tant que radio universitaire, le contenu éditorial se conforme aux intérêts des étudiants toujours en respectant la visée suivante : être un pont entre la communauté universitaire et la collectivité de l'Outaouais. Donc, les différentes émissions culturelles, humoristiques, économiques, musicales ou d'autres types ont le but de fidéliser une communauté précise : « Il est important qu’une radio communautaire ait du contenu exclusif, des émissions qui se démarquent de la radio populaire. Reelradio fait appel à l’innovation, la créativité et la culture émergente, pour respecter notre angle nous demandons aux animateurs de prendre en compte ces orientations dans leurs émissions. »
Réél-Radio est aussi une école offrant aux étudiants la possibilité d'acquérir de l'expérience soit dans le domaine des communications ou encore de l'administration ou de l'informatique. En tant que bénévoles ou avec un poste rémunéré, les étudiants acquièrent et développent ses connaissances. De cette manière, ils contribuent au développement de la station et aussi, la radio devient le champ idéal pour s'exprimer auprès de sa communauté.